# ويليم آدامز
ويليم آدامز (بالهولندية: Willem Adams)‏ هو مصمم ورسام هولندي، ولد في 23 فبراير 1937.